# Округ Лаудон (Тенеси)
Лаудон (енгл. Loudon County) је округ у америчкој савезној држави Тенеси.

## Демографија
По попису из 2010. године број становника је 48.556, што је 9.47 (24,2%) становника више него 2000. године.
| Група             | 2000.          | 2010.          |
| Белци             | 37.210 (95,2%) | 43.776 (90,2%) |
| Афроамериканци    | 447 (1,1%)     | 533 (1,1%)     |
| Азијати           | 84 (0,2%)      | 287 (0,6%)     |
| Хиспаноамериканци | 894 (2,3%)     | 3.395 (7,0%)   |
| Укупно            | 39.086         | 48.556         |